# 1689年王位及び議会承認法
1689年王位及び議会承認法（1689ねんおういおよびぎかいしょうにんほう、英語: Crown and Parliament Recognition Act 1689）は、1689年にイングランド議会で制定された法律。ウィリアム3世とメアリー2世の王位継承、並びに1689年仮議会で制定された法律の有効性を確認した。
制定から300年以上経過した2020年時点でも現行法である。

## 制定の理由

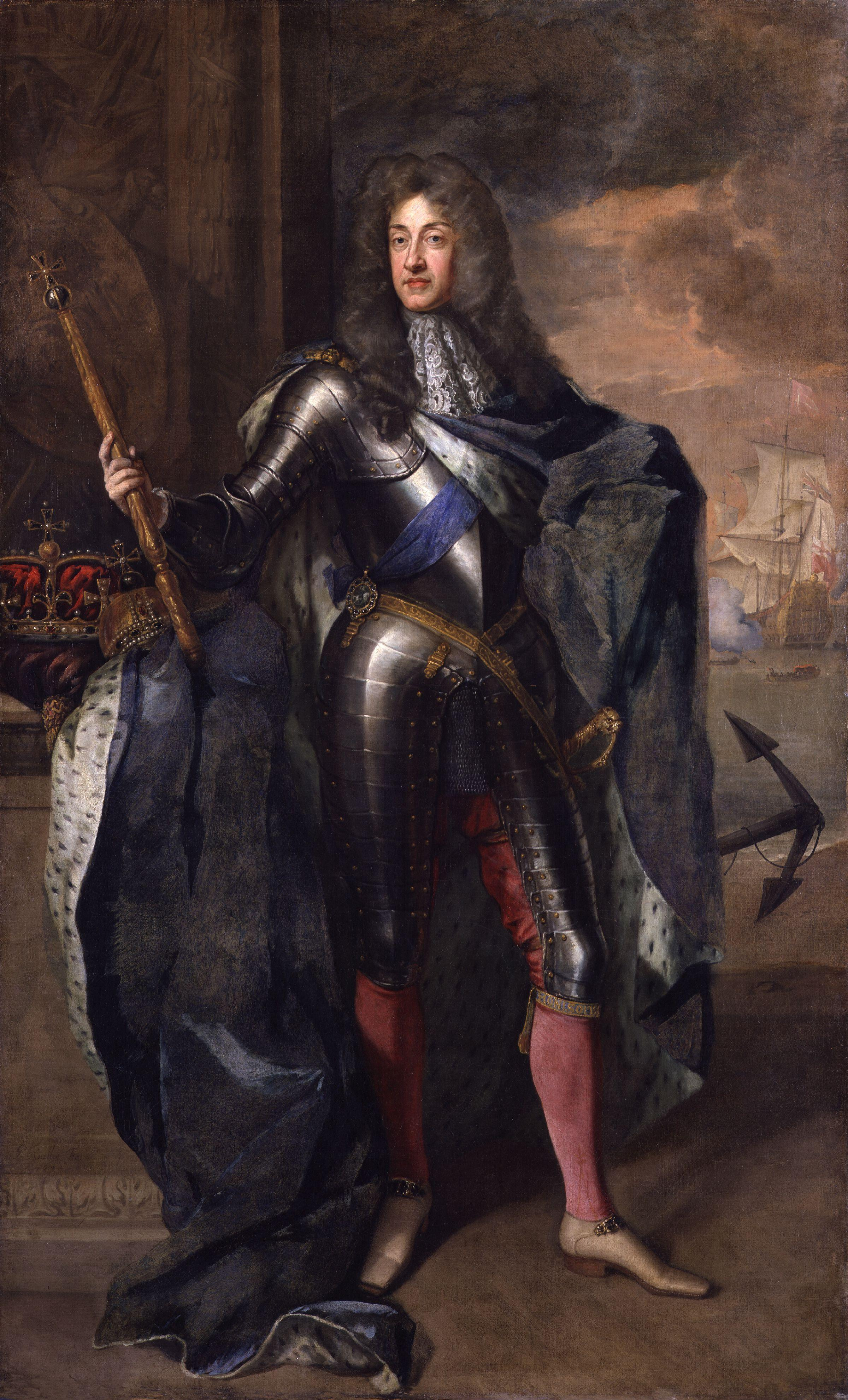
ジェームズ2世

1688年、イングランド王ジェームズ2世が廃位され（議会では廃位でなく退位したとされている）、ウィリアム3世とメアリー2世が共同統治者として即位した。しかし、この出来事は議会立法で確認される必要があった。2人の即位時点では議会が招集されていなかったため、議会招集を行う必要があったが、イギリスの憲法では議会招集の権限が国王に帰されている。議会招集のできる国王が不在だったため、前回の議会の議員は（国王による招集なしに）集まり、ウィリアム3世に議会招集を求めた。ウィリアム3世は求めに応じて1689年1月22日に議会を招集、議会は1689年2月13日に開会した（1689年仮議会）。仮議会はジェームズ2世の退位、およびメアリー2世とウィリアム3世の即位を宣言し、それを盛り込んだ法を制定した。これが1689年の権利の章典である。スコットランド王国議会も1689年権利主張法を制定し、ジェームズ2世が違法行為を行ったことと戴冠宣誓ができなかったことを理由にジェームズ2世の王位剥奪を宣告した。
1689年仮議会が通常の手続き通りに招集したものではなかったため、議会としては無効でありその立法も効力がないという主張ができてしまう。そのため、1689年仮議会が解散された後にウィリアム3世とメアリー2世が改めて議会を招集すると、1689年王位及び議会承認法が制定され、ウィリアム3世とメアリー2世の王位継承と仮議会の立法能力が再確認された。
アイルランド王国ではアイルランド議会が1692年に「陛下のアイルランド王位への疑う余地のない権利を承認する法」（An Act of Recognition, of their Majesties undoubted Right to the Crown of Ireland）を制定、2人の王位継承を確認した。アイルランドが独立した後、この法律はアイルランド共和国の1962年制定法整理(合同以前のアイルランド制定法)法で廃止された。一方、連合王国では「1692年王位承認法（アイルランド）」（Crown Recognition Act (Ireland) 1692）として現行法となっている。

## 無効訴訟

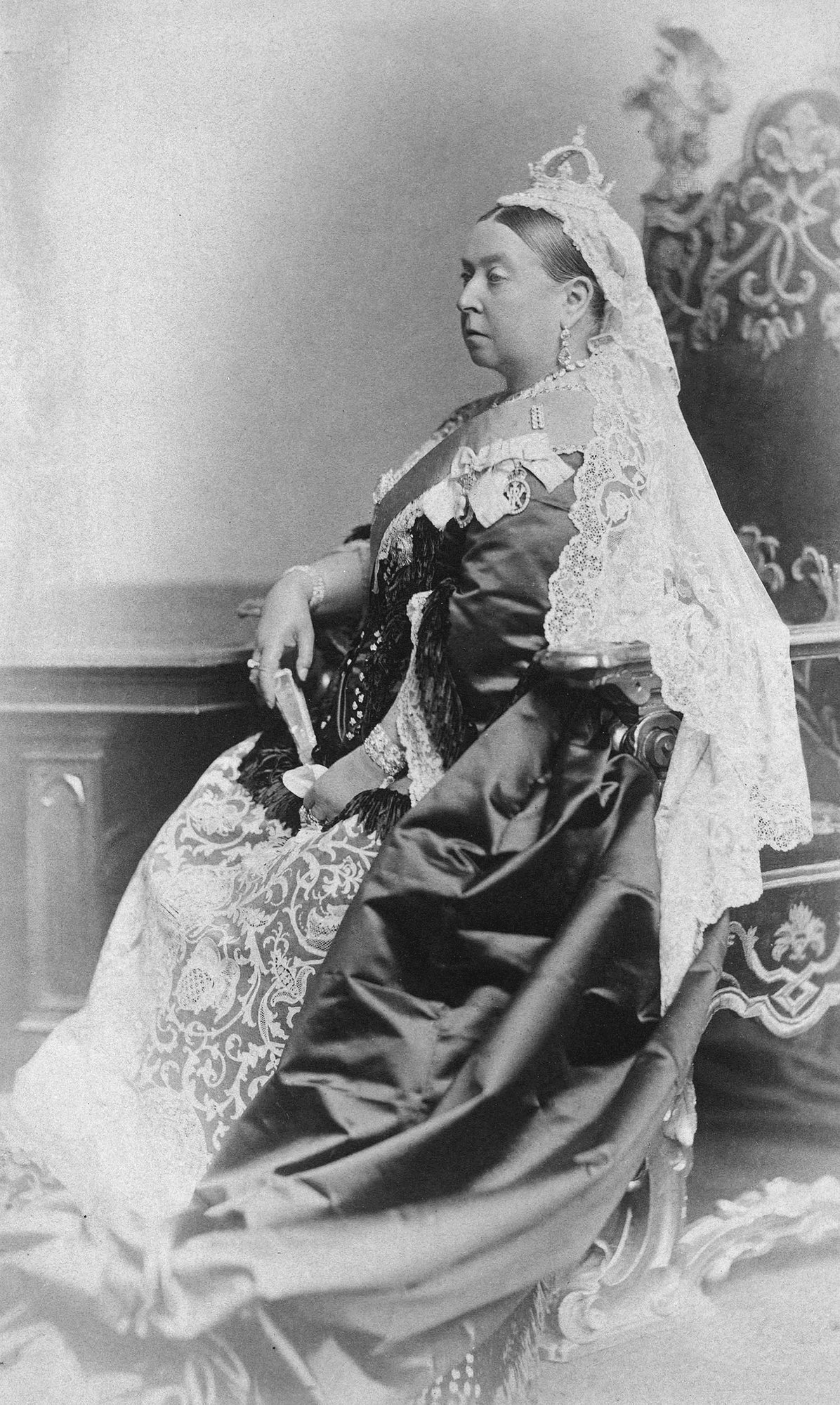
ヴィクトリア女王

1689年王位及び議会承認法に問題があるという主張が存在する。この主張によると、仮議会が無効である場合、ウィリアム3世とメアリー2世の「王位継承」にも法律効力がなく、したがって次の議会の法案に裁可を与えることもできず、その結果1689年王位及び議会承認法も無効となる。1944年、ホール対ホール（Hall v. Hall  (1944) 88 SJ 383）というヘレフォード州裁判所の訴訟でこの主張が挙げられた。この裁判では1857年遺言検認裁判所法の無効が主張され、その理由は「ウィリアム3世は正当な国王ではなく、したがってウィリアム3世の裁可しか受けていない権利の章典と1701年王位継承法も無効である。そのため、イギリス王位継承順位は変更されておらず、ヴィクトリアは法的には王位を継承できない。したがって、ヴィクトリアによる裁可は無効である。その結果、ヴィクトリアによる裁可しか受けていない1857年遺言検認裁判所法（および1689年以降に制定された全ての法）は無効である。」だった。この主張は裁判官に却下されたが、却下の詳しい理由は挙げられなかった。一方、学者からは「王位簒奪がそれほど珍しいことではない中世後期の慣習が正当化されたことを考えると[...]事実上の国王には法律上有効な議会を招集する能力があると解される」という見解が示されている。